# Southampton (Nuevo Brunswick)
Southampton es una parroquia canadiense situada en la provincia de Nuevo Brunswick.

## Superficie
Southampton tiene una superficie de 446,85 km².

## Demografía
En 2021, tenía 1497 habitantes, una densidad poblacional de 3,4 hab./km², y 699 viviendas.